# امنوکورت
امنوکورت (به فرانسوی: Amenucourt) یک کمون در فرانسه است که در Canton of Magny-en-Vexin واقع شده‌است.

## خصوصیات
امنوکورت ۸٫۷۰ کیلومترمربع مساحت و ۱۸۰ نفر جمعیت دارد.